# Curlew (Iowa)
Curlew è un comune degli Stati Uniti d'America, situato nello Stato dell'Iowa, nella contea di Palo Alto.